# Ligue communiste (1969)
Pour les articles homonymes, voir Ligue communiste.
La Ligue communiste (LC) est fondée en avril 1969, dans le sillage de Mai 68, de la fusion de la Jeunesse communiste révolutionnaire et du Parti communiste internationaliste. Le congrès fondateur a eu lieu en Allemagne fédérale.
Elle a pour porte-parole Alain Krivine, candidat du parti à l’élection présidentielle de 1969, et pour principaux dirigeants Pierre Frank, Daniel Bensaïd, Charles Michaloux et Henri Weber.
Dissoute le 23 juin 1973 par décret proposé par le ministre de l'intérieur à la suite d’affrontements avec Ordre nouveau, elle reste clandestine sous le nom de Front communiste révolutionnaire (FCR), avant de se reformer en Ligue communiste révolutionnaire (LCR).

## Historique

### Fondation

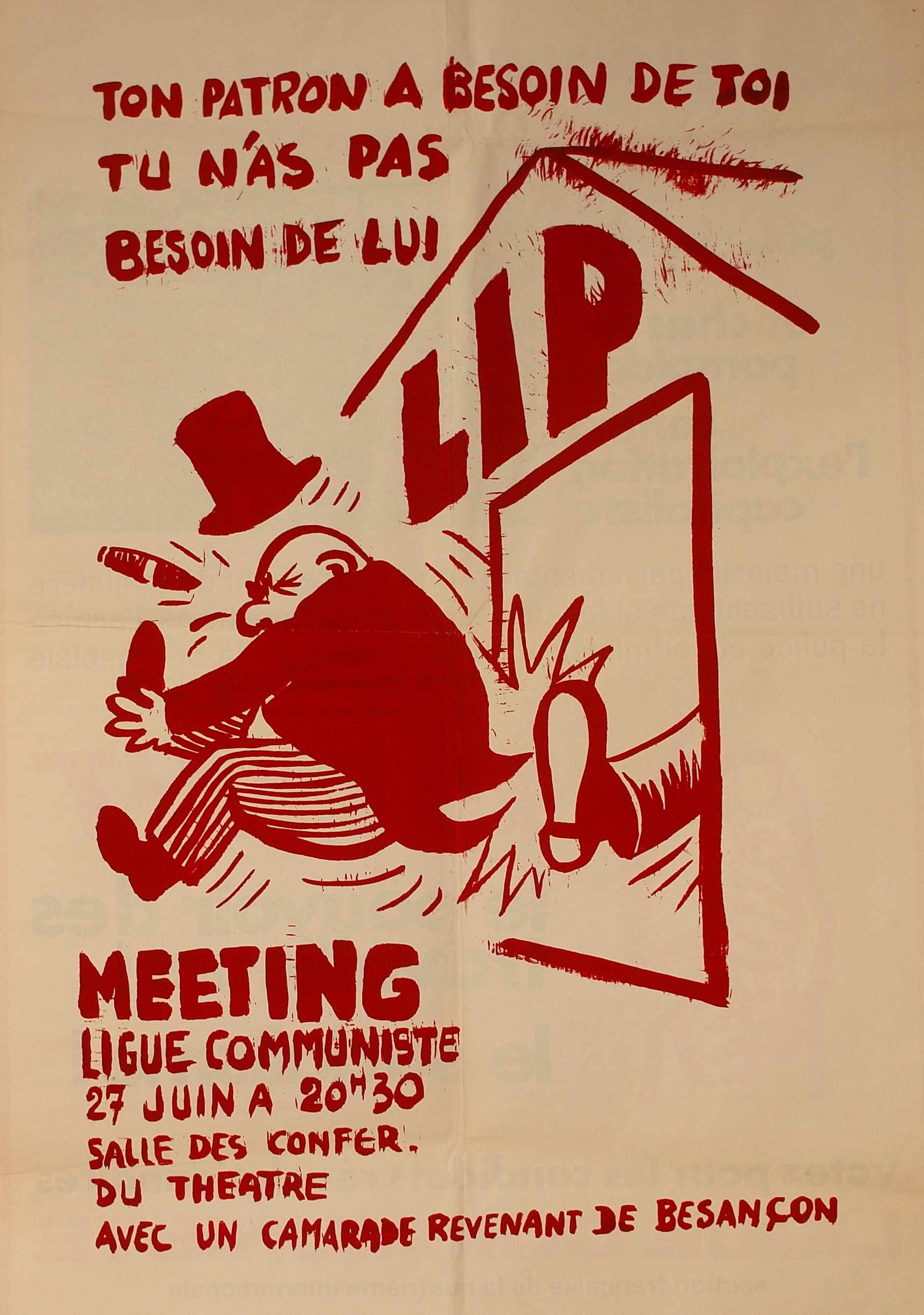
Meeting de LC avec un camarade [de Lip] revenant de Besançon. Affiche de Mai 68.

Son congrès de fondation a lieu du 5 au 8 avril 1969 à Mannheim, en République fédérale d'Allemagne pour échapper à la surveillance des Renseignements Généraux, une des directions de la police en France. Elle naît de la fusion de la Jeunesse communiste révolutionnaire et du Parti communiste internationaliste, affilié à la Quatrième Internationale. Le congrès de fondation met en avant trois points : la construction du parti révolutionnaire, l’adhésion à la Quatrième Internationale et la « dialectique des secteurs d’intervention ».

### Idéologie et électorat

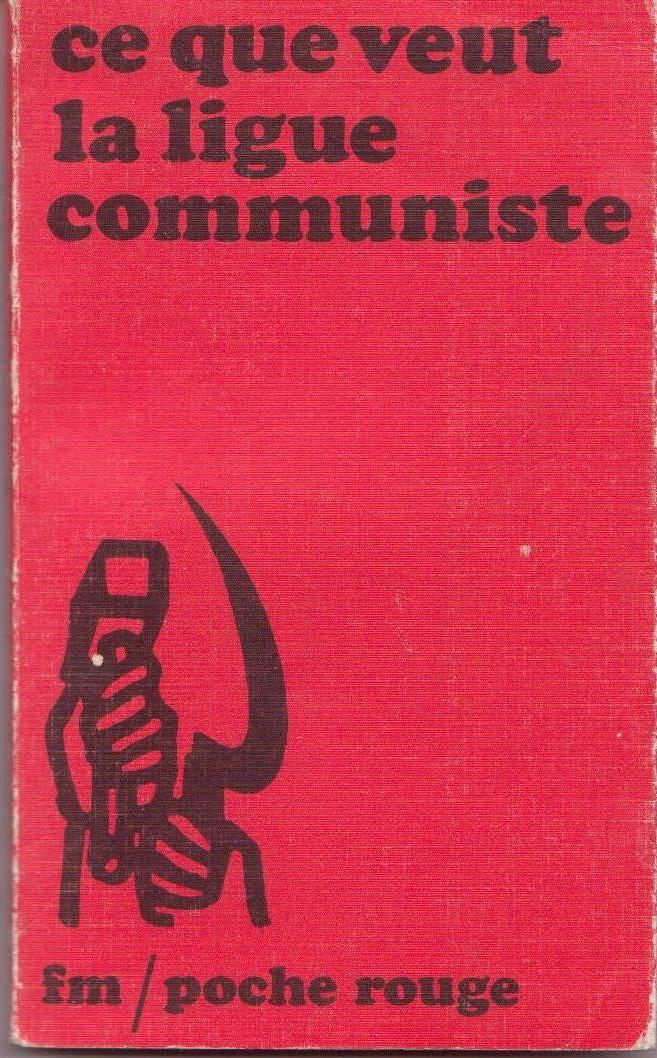
Livre paru en 1972 aux éditions François Maspero/poche rouge.

La Ligue communiste est principalement implantée au sein de la jeunesse scolarisée et ouvrière.
Elle possède une vision de mai 1968 inspirée par la révolution russe avec l'analogie des révolutions russes de 1905 et d' octobre 1917. Elle considère que mai 1968 avait été une « répétition générale ».
Après les événements de mai 1968, la Ligue communiste mène une politique dite du « triomphalisme », avec des appels réguliers à la mobilisation des travailleurs. À cette époque également, des mouvements d'extrême gauche, en France, et surtout en Italie, allaient basculer dans le terrorisme, que la ligue rejette comme une dérive "militariste". C'est le début des « Années de plomb ». La Ligue communiste considère le Parti socialiste comme un parti « bourgeois ».
Lors de l’élection présidentielle de 1969, Alain Krivine représente la LC et appelle ses électeurs à s'organiser en « comités rouges ». Il obtient 1,06 % des voix, arrivant en dernière position du premier tour.

### Violence et dissolution
La Ligue communiste mène une politique dite « gauchiste », relativement violente, alors que dans le même temps les maoïstes « spontanéistes » appellent à la « guerre civile ». Son « gauchisme » a une dimension quasi-militaire, avec notamment l'organisation par la « commission technique » de la Ligue communiste d'un service d'ordre musclé qui mène — en collaboration avec d'autres groupes d'extrême gauche — des attaques de meetings organisés par les organisations d'extrême droite.
Dans le contexte des agressions racistes de 1973 à Grasse, la commission technique de la Ligue communiste, sous l'impulsion de son responsable, Michel Recanati, organise — en commun avec le Parti communiste marxiste-léniniste de France — une contre-manifestation contre un meeting tenu à la Mutualité par le mouvement d'extrême droite Ordre nouveau. La contre-manifestation n'est pas autorisée, et conduit à des affrontements. Une centaine d’agents des forces de l'ordre est blessée,.
En conséquence, le ministre de l'Intérieur, Raymond Marcellin, décide le 23 juin 1973 de la dissolution d'Ordre nouveau et de la Ligue communiste. Cette situation conduit ses militants à rester clandestins sous le nom de Front communiste révolutionnaire (FCR). Le parti se reforme officiellement sous le nom de « Ligue communiste révolutionnaire » (LCR) en décembre 1974.

## Résultats électoraux

### Élections présidentielles
| Année | Candidat      | Premier tour | Premier tour |
| Année | Candidat      | %            | Rang         |
| ----- | ------------- | ------------ | ------------ |
| 1969  | Alain Krivine | 1,06         | 7e           |